# Martín Muñoz de la Dehesa (kommunhuvudort)
Martín Muñoz de la Dehesa är en kommunhuvudort i Spanien.   Den ligger i provinsen Provincia de Segovia och regionen Kastilien och Leon, i den centrala delen av landet, 110 km nordväst om huvudstaden Madrid. Martín Muñoz de la Dehesa ligger 835 meter över havet och antalet invånare är 186.
Terrängen runt Martín Muñoz de la Dehesa är platt. Runt Martín Muñoz de la Dehesa är det glesbefolkat, med 9 invånare per kvadratkilometer. Närmaste större samhälle är Arévalo, 2,9 km väster om Martín Muñoz de la Dehesa. Trakten runt Martín Muñoz de la Dehesa består till största delen av jordbruksmark.